# Pocket Hazel
Pocket Hazel (* 1994 in Vietnam; bürgerlich Hoai Thuong Nguyen) ist eine deutsch-vietnamesische YouTuberin, Influencerin, Autorin und Moderatorin.

## Leben
Nguyen zog im Alter von 5 Jahren von Vietnam nach Berlin, wo sie nach Abschluss ihres Abiturs Betriebswirtschaftslehre studierte. Bereits mit 15 Jahren arbeitete sie auf Vorschlag ihres Vaters als Angestellte in einer Steuerberatung; auch später während ihres Studiums war sie weiterhin in jener tätig. Im zweiten Semester ihres Studiums begann Nguyen jedoch, hauptberuflich als YouTuberin tätig zu sein. Seitdem produziert und moderiert sie verschiedene Online-Formate.

## Werdegang in den Medien
2012 brachte Nguyens jetziger Ehemann Dirk sie auf die Idee, YouTube-Videos zu drehen, da es nur wenige weibliche Content-Creator gebe. Davor führte Nguyen lediglich einen Blog über ihr Leben, ohne Videomaterial. Durch Zufall lud sie ein Video mit dem Thema Finanzen hoch, was ihr weitere Ideen und Möglichkeiten eröffnete. Seit 2014 bespielt sie mit dem Größerwerden von YouTube ihren eigenen Kanal „Pocket Hazel“, zumeist mit selbstgedrehte Comedy-, Lifestyle- oder Finanzvideos. Zusätzlich moderierte sie von 2019 bis 2021 für das Jugendformat funk den öffentlich-rechtlichen Kanal „Pocket Money“. In diesem Format setzte sie sich hauptsächlich mit dem Verdienen und Sparen von Geld auseinander. Im März 2021 habe sie mit Werbeeinnahmen über YouTube 8 000 Dollar verdient.
Auf dem Kanal „Hazelnussallergie“ stellt Nguyen Streams auf der Plattform Twitch online. 2021 veröffentlicht Nguyen das Buch „Pocket Hazel's Money Guide“, in dem sie Sparsamkeit, Spaß und Nachhaltigkeit mit Geld thematisiert. Das Buch ist nicht nur Lehrwerk, sondern enthält auch persönliche Anekdoten. So führe sie beispielsweise ein persönliches Haushaltsbuch, in dem sie, obwohl es altmodisch sei, ihre persönlichen Einnahmen und Ausgaben gegenüberstelle. Ab 2022 moderierte Nguyen das Format „Working Money“ des Hessischen Rundfunks, welches, ähnlich wie „Pocket Money“, persönliche Erfahrungen über Investitionen und Finanzen thematisiert.

## Veröffentlichungen
- Pocket Hazel's Money Guide, Rowohlt Verlag, 2021, ISBN 978-3-499-00362-2